# Мел Новак
Милан Мрђеновић, познатији као Мел Новак (Питсбург, 16. јун 1934 — Лос Анђелес, 9. април 2025) био је амерички глумац српског порекла.
Најзначајније улоге остварио је у филмовима Џон са црним појасом, Змајева игра смрти и Око за око. Био је познат и по својим вратоломијама и борбеним сценама.

## Биографија
Рођен је 1934. године у Питсбургу у српској породици. Поред глуме радио је сахране и комеморације славних. Имао је ћерке Никол и Леу и троје унучади.
Преминуо је 9. априла 2025. године.

## Каријера
Новак је дебитовао на филму 1974. године, појавивши се у два филма о блексплоатацији, Truck Turner и Black Belt Jones, што је довело до улоге у филму Ратник (1975). Једна од његових најистакнутијих улога из седамдесетих година била је улога убице Стика у Змајевој игри смрти (1978), коју је режирао Роберт Клуз. Новак је имао и улоге у два филма Чака Нориса, Један против свих (1979) и Око за око (1981). Током осамдесетих година, Новак је углавном глумио у независним филмовима као што је Lovely But Deadly (1981).
Деведесетих година Новак се појавио у два филма редитеља Герија Маршала: Излаз у рај (1994), према роману Ен Рајс, и Драги Боже (1996).
Године 2005. Новак се појавио у акционом/хорор филму Убица вампира, у којем је такође учествовао Џералд Окаму.  Новак је 2008. примљен у Кућу славних борилачких вештина у Лондону. Године 2015. Новак је имао истакнуту улогу у акционом филму Самурај полицајац 2: Смртоносна освета.

## Дела
- Gods in Polyester or, a Survivor's Account of 70s Cinema Obscura. Succubus Press. 2004. ISBN 90-80870013.
- Gods In Spandex or, a Survivor's Account of 80s Cinema Obscura. 2007.